# Jonas Åkerlund
Hans Uno Jonas Åkerlund (ur. 10 listopada 1965 w Sztokholmie) – szwedzki reżyser filmowy, znany szczególnie dzięki realizacji teledysków dla gwiazd muzyki pop i rock. Był reżyserem wielu wideoklipów tak znanych zespołów jak Metallica, The Prodigy, Roxette, Rammstein czy The Cardigans. W latach 1983–84 pod pseudonimem Vans Mc Burger był perkusistą szwedzkiej formacji Bathory. Laureat nagrody Grammy w kategorii Best Short Form Music Video za realizację teledysku do przeboju Madonny – "Ray of Light" (1998).

## Filmografia
- Try (2000)
- Spun (2002)[5]
- Madonna: I’m Going to Tell You a Secret (2005)
- Madonna: Confessions Tour - Live from London (2006)
- Madonna: The Confessions Tour (2007)
- Horsemen – jeźdźcy Apokalipsy (Horsemen, 2009)[6]
- Small Apartments (2012)
- Paul McCartney's Live Kisses (2012)
- On the Run Tour: Beyoncé and Jay-Z (2014)
- Taylor Swift: The 1989 World Tour Live (2015)
- Roxette Diaries (2016)
- Rammstein: Paris (2016)
- Lords of Chaos (2017)

## Teledyski
| Rok  | Tytuł                                                                        | Artysta                                        |
| ---- | ---------------------------------------------------------------------------- | ---------------------------------------------- |
| 1988 | "Bewitched"                                                                  | Candlemass                                     |
| 1989 | "What's The Noise"                                                           | Walk on Water                                  |
| 1992 | "Shame, shame, shame"                                                        | Izabella Scorupco                              |
| 1992 | "Så länge det lyser mittemot"                                                | Marie Fredriksson (Roxette)                    |
| 1992 | "Mellan sommar och höst"                                                     | Marie Fredriksson                              |
| 1993 | "Fingertips ’93"                                                             | Roxette                                        |
| 1994 | "Run to You"                                                                 | Roxette                                        |
| 1995 | "A la ronde"                                                                 | Sinclair                                       |
| 1995 | "Vulnerable"                                                                 | Roxette                                        |
| 1995 | "Pay For Me"                                                                 | Whale                                          |
| 1996 | "June Afternoon"                                                             | Roxette                                        |
| 1996 | "She Doesn’t Live Here Anymore"                                              | Roxette                                        |
| 1996 | "Un Dia Sin Ti"                                                              | Roxette (hiszpańska wersja "Spending My Time") |
| 1997 | "Do You Wanna Be My Baby?"                                                   | Per Gessle (Roxette)                           |
| 1997 | "James Bond Theme"                                                           | Moby                                           |
| 1997 | "Kix"                                                                        | Per Gessle                                     |
| 1997 | "I Want You to Know"                                                         | Per Gessle                                     |
| 1997 | "Smack My Bitch Up"                                                          | The Prodigy                                    |
| 1998 | "Ray of Light"(1999: Nagroda Grammy w kategorii Best Short Form Music Video) | Madonna                                        |
| 1998 | "My Favourite Game"                                                          | The Cardigans                                  |
| 1998 | "Turn the Page"                                                              | Metallica                                      |
| 1999 | "Whiskey in the Jar"                                                         | Metallica                                      |
| 1999 | "Wish I Could Fly"                                                           | Roxette                                        |
| 1999 | "Canned Heat"                                                                | Jamiroquai                                     |
| 1999 | "Anyone"                                                                     | Roxette                                        |
| 1999 | "Corruption"                                                                 | Iggy Pop                                       |
| 2000 | "The Everlasting Gaze"                                                       | The Smashing Pumpkins                          |
| 2000 | "Music"                                                                      | Madonna                                        |
| 2000 | "Porcelain" (wersja 1)                                                       | Moby                                           |
| 2000 | "Try, Try, Try"                                                              | The Smashing Pumpkins                          |
| 2000 | "Try" (15-minutowa alternatywna wersja "Try, Try, Try")                      | The Smashing Pumpkins                          |
| 2000 | "Beautiful Day" (wersja 1)                                                   | U2                                             |
| 2000 | "Black Jesus"                                                                | Everlast                                       |
| 2000 | "Still" (wersja 2: białe włosy)                                              | Macy Gray                                      |
| 2001 | "Gets Me Through"                                                            | Ozzy Osbourne                                  |
| 2001 | "Walk On"                                                                    | U2                                             |
| 2001 | "The Centre of the Heart"                                                    | Roxette                                        |
| 2001 | "Circus"                                                                     | Stina Nordenstam                               |
| 2002 | "A Thing About You"                                                          | Roxette                                        |
| 2002 | "Lonely Road"                                                                | Paul McCartney                                 |
| 2002 | "Help Me"                                                                    | Nick Carter                                    |
| 2002 | "Fuel For Hatred"                                                            | Satyricon                                      |
| 2002 | "Me Julie"                                                                   | Ali G / Shaggy                                 |
| 2002 | "If I Could Fall In Love"                                                    | Lenny Kravitz                                  |
| 2002 | "Beautiful"                                                                  | Christina Aguilera                             |
| 2003 | "Beautiful Day" (wersja 2: Eze)                                              | U2                                             |
| 2003 | "American Life"                                                              | Madonna                                        |
| 2003 | "Good Boys"                                                                  | Blondie                                        |
| 2003 | "Aim 4"                                                                      | Flint                                          |
| 2003 | "True Nature"                                                                | Jane’s Addiction                               |
| 2003 | "Come Undone"                                                                | Robbie Williams                                |
| 2003 | "Sexed Up"                                                                   | Robbie Williams                                |
| 2003 | "Carnival Girl"                                                              | Texas                                          |
| 2004 | "I Miss You"                                                                 | Blink-182                                      |
| 2004 | "Tits On The Radio"                                                          | Scissor Sisters                                |
| 2005 | "Rain Fall Down"                                                             | The Rolling Stones                             |
| 2006 | "Jump"                                                                       | Madonna                                        |
| 2006 | "One Wish"                                                                   | Roxette                                        |
| 2006 | "Mann gegen Mann"                                                            | Rammstein                                      |
| 2006 | "Country Girl"                                                               | Primal Scream                                  |
| 2007 | "Wake Up Call"                                                               | Maroon 5                                       |
| 2007 | "Good God"                                                                   | Anouk                                          |
| 2007 | "Same Mistake"                                                               | James Blunt                                    |
| 2007 | "Watch Us Work It"                                                           | Devo                                           |
| 2008 | "No. 5"                                                                      | Hollywood Undead                               |
| 2008 | "Undead"                                                                     | Hollywood Undead                               |
| 2008 | "Sober"                                                                      | Pink                                           |
| 2009 | "Paparazzi"                                                                  | Lady Gaga                                      |
| 2009 | "When Love Takes Over"                                                       | David Guetta / Kelly Rowland                   |
| 2009 | "We Are Golden"                                                              | Mika                                           |
| 2009 | "Celebration"                                                                | Madonna                                        |
| 2009 | "Pussy"                                                                      | Rammstein                                      |
| 2009 | "Fresh Out the Oven"                                                         | Jennifer Lopez / Pitbull                       |
| 2009 | "Ich tu dir weh"(2011: nagroda Echo Music Prize dla najlepszego wideoklipu)  | Rammstein                                      |
| 2010 | "Telephone"                                                                  | Lady Gaga / Beyoncé                            |
| 2010 | "Hot-n-Fun"                                                                  | N.E.R.D / Nelly Furtado                        |
| 2010 | "Let Me Hear You Scream"                                                     | Ozzy Osbourne                                  |
| 2010 | "Who’s That Chick?"                                                          | David Guetta / Rihanna                         |
| 2011 | "Hold It Against Me"                                                         | Britney Spears                                 |
| 2011 | "Hear Me Now"                                                                | Hollywood Undead                               |
| 2011 | "Moves Like Jagger"                                                          | Maroon 5 / Christina Aguilera                  |
| 2011 | "Girl Panic!"                                                                | Duran Duran                                    |
| 2011 | "Mein Land"                                                                  | Rammstein                                      |
| 2012 | "Daylight"                                                                   | Maroon 5                                       |
| 2012 | "Doom And Gloom"                                                             | The Rolling Stones                             |
| 2013 | "Haunted"                                                                    | Beyoncé                                        |
| 2013 | "Superpower"                                                                 | Beyoncé / Frank Ocean                          |
| 2014 | "Magic"                                                                      | Coldplay                                       |
| 2014 | "Get Her Back"                                                               | Robin Thicke                                   |
| 2014 | "True Love"                                                                  | Coldplay                                       |
| 2014 | On the Run Tour                                                              | Beyoncé / Jay-Z                                |
| 2014 | Dangerous                                                                    | David Guetta                                   |
| 2015 | "Ghosttown"                                                                  | Madonna                                        |
| 2015 | "Bitch I’m Madonna"                                                          | Madonna / Nicki Minaj                          |
| 2015 | "RM486"                                                                      | Rose McGowan / Punishment                      |
| 2015 | "Could Have Been Me"                                                         | The Struts                                     |
| 2015 | "The 1989 World Tour Live"                                                   | Taylor Swift                                   |
| 2016 | "New Romantics"                                                              | Taylor Swift                                   |
| 2016 | "Lemonade"                                                                   | Beyoncé                                        |
| 2016 | "Óveður"                                                                     | Sigur Rós                                      |
| 2016 | "Make America Great Again"                                                   | Pussy Riot                                     |
| 2016 | "ManUNkind"                                                                  | Metallica                                      |
| 2017 | "John Wayne"                                                                 | Lady Gaga                                      |